# Aitor Arregi Arrieta
Aitor Arregi Arrieta (Vergara, 19 de mayo de 1990) es un futbolista español que juega de defensa en la U. D. Logroñés de la Primera Federación.

## Trayectoria
Aitor se formó en las categorías inferiores del Athletic Club entre 2002 y 2007. Tras abandonar la factoría rojiblanca, se marchó a la cantera de la S. D. Eibar. De cara a la temporada 2011-12 llegó al primer equipo de la S. D. Eibar. En su segunda y tercera campaña en el club armero logró dos ascensos de manera consecutiva. Sin embargo, tras el ascenso a Primera División, fue renovado por dos temporadas y se marchó como cedido al Cádiz C. F. por una temporada.
Tras recibir la baja del club armero, en 2015, se incorporó a La Roda C. F. en Segunda B. Un año más tarde regresó al País Vasco para jugar en las filas de la S. D. Leioa. En la campaña 2017-18 fue jugador del C. D. El Ejido 2012 y, posteriormente, del Racing de Ferrol.
En 2018 firmó por la S. D. Amorebieta, con la que logró el ascenso a Segunda División en 2021 siendo titular. Tras haber disputado trece encuentros en Segunda División, el 28 de enero de 2022, firmó por la U. D. Logroñés hasta junio de 2023.

## Clubes
| Club                  | País   | Año       |
| --------------------- | ------ | --------- |
| S. D. Eibar "B"       | España | 2009-2011 |
| S. D. Eibar           | España | 2011-2014 |
| Cádiz C. F.           | España | 2014-2015 |
| La Roda C. F.         | España | 2015-2016 |
| S. D. Leioa           | España | 2016-2017 |
| C. D. El Ejido 2012   | España | 2017-2018 |
| Racing Club de Ferrol | España | 2018      |
| S. D. Amorebieta      | España | 2018-2022 |
| U. D. Logroñés        | España | 2022-     |